# Уго Льоріс
Уго́ Льорі́с (фр. Hugo Lloris, нар. 26 грудня 1986, Ніцца, Франція) — французький футболіст, воротар клубу «Лос-Анджелес».
Чемпіон світу 2018 року та фіналіст Євро-2016 у складі збірної Франції.

## Клубна кар'єра

### «Ніцца»
Вихованець футбольної школи клубу «Ніцца» з рідного міста. Дорослу футбольну кар'єру розпочав 2005 року в основній команді того ж клубу, в якій провів три сезони, взявши участь у 78 матчах чемпіонату. Більшість часу, проведеного у складі «Ніцци», молодий гравець вже був основним голкіпером команди.

### «Олімпік»
До складу ліонського «Олімпіка» приєднався 2008 року. Вартість трансферу склала €8,5 млн. Отримав 1 номер у команді.
Дебютував за клуб 10 серпня 2008 року в матчі проти «Тулузи». Відстояв матч без голів у свої ворота. Далі йому вдалося продовжити цю серію. Зіграв 27 матчів, 16 з яких були «сухими». Уго був визнаний найкращим воротарем Ліги 1 і потрапив у її символічну збірну.
20 грудня Льоріс зайняв третє місце після Ніколя Анелька і Йоанна Гуркюффа в голосуванні за звання найкращого гравця країни за версією France Football 2009 року.
Перший «сухий» матч у Лізі чемпіонів зіграв проти мадридського «Реала». Згодом Льоріса знову було визнано найкращим воротарем ліги.
2010 року Льоріс був номінований на звання найкращого воротаря року за версією УЄФА, але програв цю нагороду Жуліо Сезару з «Інтернаціонале».

### «Тоттенгем»
31 серпня 2012 року перейшов до англійського клубу «Тоттенгем Готспур» за 10 мільйонів євро з можливістю для ліонського клубу отримати ще 5 мільйонів у вигляді бонусів, а також 20% від суми наступного трансферу воротаря. У лондонському клубі француз витіснив зі стартового складу Бреда Фріделя, який на той момент був володарем непересічного досягнення — виходив на поле у 310 матчах Прем'єр-ліги поспіль.
Льоріс швидко став ключовою фігурою в «Тоттенгемі», влітку 2014 року подовжив свій контракт з клубом на п'ять років, а наприкінці 2016 року уклав нову угоду терміном дії до 2022 року. Після того, як влітку 2015 року лондонський клуб залишив Юнес Кабул, Льоріса було призначено капітаном команди.

## Збірна
Протягом 2006—2008 років залучався до складу молодіжної збірної Франції. На молодіжному рівні зіграв у 3 офіційних матчах.
2008 року захищав кольори другої збірної Франції. У складі цієї команди провів 2 матчі.
Того ж 2008 року дебютував в офіційних матчах у складі національної збірної Франції. Швидко став основним воротарем французької національної команди, а вже наприкінці 2010 року уперше отримав в ній капітанську пов'язку.
У складі збірної був учасником чемпіонату світу 2010, чемпіонату Європи 2012, чемпіонату світу 2014 та чемпіонату Європи 2016 року. На останньому, домашньому для французів турнірі вивів команду до фіналу змагання, в якому завдяки єдиному голу перемогу святкували її суперники, збірна Португалії.
Чемпіонат світу з футболу 2018 року у Росії став для Льоріса третім та найуспішнішим у кар'єрі. Збірна Франції дійшла до фіналу, де з рахунком 4:2 переграла збірну Хорватії, а Уго Льоріс із партнерами по збірній стали чемпіонами світу.

## Статистика виступів

### Статистика клубних виступів
Станом на 24 травня 2021 року
| Сезон                         | Команда                       | Чемпіонат                     | Чемпіонат | Чемпіонат | Національний кубок | Національний кубок | Національний кубок | Континентальні кубки | Континентальні кубки | Континентальні кубки | Інші змагання | Інші змагання | Інші змагання | Усього | Усього |
| Сезон                         | Команда                       | Ліга                          | Ігор      | Голів     | Ліга               | Ігор               | Голів              | Ліга                 | Ігор                 | Голів                | Ліга          | Ігор          | Голів         | Ігор   | Голів  |
| ----------------------------- | ----------------------------- | ----------------------------- | --------- | --------- | ------------------ | ------------------ | ------------------ | -------------------- | -------------------- | -------------------- | ------------- | ------------- | ------------- | ------ | ------ |
| 2005–06                       | «Ніцца»                       | Л1                            | 5         | -5        | КФ+КЛ              | 1+5                | -3 + -3            | -                    | -                    | -                    | -             | -             | -             | 11     | -11    |
| 2006–07                       | «Ніцца»                       | Л1                            | 37        | -37       | КФ+КЛ              | 0                  | -0                 | -                    | -                    | -                    | -             | -             | -             | 37     | -37    |
| 2007–08                       | «Ніцца»                       | Л1                            | 30        | -24       | КФ+КЛ              | 0                  | -0                 | -                    | -                    | -                    | -             | -             | -             | 30     | -24    |
| Усього за «Ніццу»             | Усього за «Ніццу»             | Усього за «Ніццу»             | 72        | -66       |                    | 6                  | -6                 |                      | -                    | -                    |               | -             | -             | 78     | -72    |
| 2008–09                       | «Олімпік» (Ліон)              | Л1                            | 35        | -27       | КФ+КЛ              | 2+0                | -0                 | ЛЧ                   | 8                    | -16                  | СФ            | 1             | -0            | 46     | -43    |
| 2009–10                       | «Олімпік» (Ліон)              | Л1                            | 36        | -33       | КФ+КЛ              | 2+0                | -3                 | ЛЧ                   | 14                   | -12                  | -             | -             | -             | 52     | -48    |
| 2010–11                       | «Олімпік» (Ліон)              | Л1                            | 37        | -40       | КФ+КЛ              | 2+0                | -1                 | ЛЧ                   | 8                    | -14                  | -             | -             | -             | 47     | -55    |
| 2011–12                       | «Олімпік» (Ліон)              | Л1                            | 36        | -49       | КФ+КЛ              | 4+3                | -2 + -4            | ЛЧ                   | 10                   | -14                  | -             | -             | -             | 53     | -69    |
| серп. 2012                    | «Олімпік» (Ліон)              | Л1                            | 2         | -2        | КФ+КЛ              | -                  | -                  | ЛЄ                   | -                    | -                    | СФ            | 1             | -2            | 3      | -4     |
| Усього за «Олімпік» (Ліон)    | Усього за «Олімпік» (Ліон)    | Усього за «Олімпік» (Ліон)    | 146       | -151      |                    | 13                 | -10                |                      | 40                   | -56                  |               | 2             | -2            | 201    | -219   |
| серп. 2012–13                 | «Тоттенгем Готспур»           | ПЛ                            | 27        | -29       | КА+КЛ              | 0+1                | -2                 | ЛЄ                   | 5                    | -3                   | -             | -             | -             | 33     | -34    |
| 2013–14                       | «Тоттенгем Готспур»           | ПЛ                            | 37        | -50       | КА+КЛ              | 1+1                | -2 + -2            | ЛЄ                   | 6                    | -4                   | -             | -             | -             | 45     | -58    |
| 2014–15                       | «Тоттенгем Готспур»           | ПЛ                            | 35        | -48       | КА+КЛ              | 0+1                | -2                 | ЛЄ                   | 8                    | -5                   | -             | -             | -             | 44     | -55    |
| 2015–16                       | «Тоттенгем Готспур»           | ПЛ                            | 37        | -34       | КА+КЛ              | 0                  | -0                 | ЛЄ                   | 9                    | -11                  | -             | -             | -             | 46     | -45    |
| 2016–17                       | «Тоттенгем Готспур»           | ПЛ                            | 34        | -24       | КА+КЛ              | 1+0                | -4                 | ЛЧ+ЛЄ                | 6+2                  | -6 + -3              | -             | -             | -             | 43     | -37    |
| 2017–18                       | «Тоттенгем Готспур»           | ПЛ                            | 36        | -35       | КА+КЛ              | 0                  | -0                 | ЛЧ                   | 7                    | -8                   | -             | -             | -             | 43     | -43    |
| 2018–19                       | «Тоттенгем Готспур»           | ПЛ                            | 33        | -33       | КА+КЛ              | 0                  | -0                 | ЛЧ                   | 11                   | -15                  | -             | -             | -             | 44     | -46    |
| 2019–20                       | «Тоттенгем Готспур»           | ПЛ                            | 21        | -21       | КА+КЛ              | 2                  | -3                 | ЛЧ                   | 4                    | -13                  | -             | -             | -             | 27     | -37    |
| 2020–21                       | «Тоттенгем Готспур»           | ПЛ                            | 38        | -45       | КА+КЛ              | 5                  | -8                 | ЛЄ                   | 5                    | -6                   | -             | -             | -             | 48     | -59    |
| Усього за «Тоттенгем Готспур» | Усього за «Тоттенгем Готспур» | Усього за «Тоттенгем Готспур» | 298       | -319      |                    | 12                 | -23                |                      | 63                   | -74                  |               | -             | -             | 373    | -416   |
| Усього за кар'єру             | Усього за кар'єру             | Усього за кар'єру             | 536       | -536      |                    | 31                 | -39                |                      | 103                  | -130                 |               | 2             | -2            | 672    | -707   |

### Статистика виступів за збірну
Станом на 31 березня 2021 року
| Дата       | Місто               | Господарі            | Результат | Гості                | Турнір                                | Голи | Примітки |
| ---------- | ------------------- | -------------------- | --------- | -------------------- | ------------------------------------- | ---- | -------- |
| 19-11-2008 | Сен-Дені            | Франція              | 0 – 0     | Уругвай              | товариський матч                      | -    |          |
| 5-6-2009   | Ліон                | Франція              | 1 – 0     | Туреччина            | товариський матч                      | -    |          |
| 12-8-2009  | Торсгавн            | Фарерські острови    | 0 – 1     | Франція              | Відбір до ЧС 2010                     | -    |          |
| 5-9-2009   | Сен-Дені            | Франція              | 1 – 1     | Румунія              | Відбір до ЧС 2010                     | -1   |          |
| 9-9-2009   | Белград             | Сербія               | 1 – 1     | Франція              | Відбір до ЧС 2010                     | -    | 9'       |
| 14-10-2009 | Сен-Дені            | Франція              | 3 – 1     | Австрія              | Відбір до ЧС 2010                     | -1   |          |
| 14-11-2009 | Дублін              | Ірландія             | 0 – 1     | Франція              | Відбір до ЧС 2010                     | -    |          |
| 18-11-2009 | Сен-Дені            | Франція              | 1 – 1     | Ірландія             | Відбір до ЧС 2010                     | -    |          |
| 3-3-2010   | Сен-Дені            | Франція              | 0 – 2     | Іспанія              | товариський матч                      | -2   |          |
| 30-5-2010  | Радес               | Туніс                | 1 – 1     | Франція              | товариський матч                      | -1   |          |
| 4-6-2010   | Сен-П'єрр           | Франція              | 0 – 1     | КНР                  | товариський матч                      | -1   |          |
| 11-6-2010  | Кейптаун            | Уругвай              | 0 – 0     | Франція              | ЧС 2010 - 1-й етап                    | -    |          |
| 17-6-2010  | Полокване           | Франція              | 0 – 2     | Мексика              | ЧС 2010 - 1-й етап                    | -2   |          |
| 22-6-2010  | Блумфонтейн         | Франція              | 1 – 2     | ПАР                  | ЧС 2010 - 1-й етап                    | -2   |          |
| 3-9-2010   | Сен-Дені            | Франція              | 0 – 1     | Білорусь             | Відбір до ЧЄ 2012                     | -1   |          |
| 7-09-2010  | Сараєво             | Боснія і Герцеговина | 0 – 2     | Франція              | Відбір до ЧЄ 2012                     | -    |          |
| 9-10-2010  | Сен-Дені            | Франція              | 2 – 0     | Румунія              | Відбір до ЧЄ 2012                     | -    |          |
| 12-10-2010 | Мец                 | Франція              | 2 – 0     | Люксембург           | Відбір до ЧЄ 2012                     | -    |          |
| 17-11-2010 | Лондон              | Англія               | 1 – 2     | Франція              | товариський матч                      | -1   |          |
| 9-2-2011   | Сен-Дені            | Франція              | 1 – 0     | Бразилія             | товариський матч                      | -    |          |
| 25-3-2011  | Люксембург (місто)  | Люксембург           | 0 – 2     | Франція              | Відбір до ЧЄ 2012                     | -    |          |
| 29-3-2011  | Сен-Дені            | Франція              | 0 – 0     | Хорватія             | товариський матч                      | -    |          |
| 3-6-2011   | Мінськ              | Білорусь             | 1 – 1     | Франція              | Відбір до ЧЄ 2012                     | -1   |          |
| 10-8-2011  | Монпельє            | Франція              | 1 – 1     | Чилі                 | товариський матч                      | -1   |          |
| 2-9-2011   | Тирана              | Албанія              | 1 – 2     | Франція              | Відбір до ЧЄ 2012                     | -1   |          |
| 6-9-2011   | Бухарест            | Румунія              | 0 – 0     | Франція              | Відбір до ЧЄ 2012                     | -    |          |
| 7-10-2011  | Сен-Дені            | Франція              | 3 – 0     | Албанія              | Відбір до ЧЄ 2012                     | -    |          |
| 11-10-2011 | Сен-Дені            | Франція              | 1 – 1     | Боснія і Герцеговина | Відбір до ЧЄ 2012                     | -1   |          |
| 11-11-2011 | Сен-Дені            | Франція              | 1 – 0     | США                  | товариський матч                      | -    |          |
| 15-11-2011 | Сен-Дені            | Франція              | 0 – 0     | Бельгія              | товариський матч                      | -    |          |
| 29-2-2012  | Бремен              | Німеччина            | 1 – 2     | Франція              | товариський матч                      | -1   |          |
| 31-5-2012  | Реймс               | Франція              | 2 – 0     | Сербія               | товариський матч                      | -    |          |
| 5-6-2012   | Ле-Ман              | Франція              | 4 – 0     | Естонія              | товариський матч                      | -    |          |
| 11-6-2012  | Донецьк             | Франція              | 1 – 1     | Англія               | ЧЄ 2012 - 1-й етап                    | -1   |          |
| 15-6-2012  | Донецьк             | Україна              | 0 – 2     | Франція              | ЧЄ 2012 - 1-й етап                    | -    |          |
| 19-6-2012  | Київ                | Швеція               | 2 – 0     | Франція              | ЧЄ 2012 - 1-й етап                    | -2   |          |
| 23-6-2012  | Донецьк             | Іспанія              | 2 – 0     | Франція              | ЧЄ 2012 - чвертьфінал                 | -2   |          |
| 15-8-2012  | Гавр                | Франція              | 0 – 0     | Уругвай              | товариський матч                      | -    |          |
| 7-9-2012   | Гельсінкі           | Фінляндія            | 0 – 1     | Франція              | Відбір до ЧС 2014                     | -    |          |
| 11-9-2012  | Сен-Дені            | Франція              | 3 – 1     | Білорусь             | Відбір до ЧС 2014                     | -1   |          |
| 12-10-2012 | Сен-Дені            | Франція              | 0 – 1     | Японія               | товариський матч                      | -1   |          |
| 16-10-2012 | Мадрид              | Іспанія              | 1 – 1     | Франція              | Відбір до ЧС 2014                     | -1   |          |
| 14-11-2012 | Парма               | Італія               | 1 – 2     | Франція              | товариський матч                      | -1   |          |
| 6-2-2013   | Сен-Дені            | Франція              | 1 – 2     | Німеччина            | товариський матч                      | -2   |          |
| 22-3-2013  | Сен-Дені            | Франція              | 3 – 1     | Грузія               | Відбір до ЧС 2014                     | -1   |          |
| 26-3-2013  | Сен-Дені            | Франція              | 0 – 1     | Іспанія              | Відбір до ЧС 2014                     | -1   |          |
| 9-6-2013   | Порту-Алегрі        | Бразилія             | 3 – 0     | Франція              | товариський матч                      | -3   |          |
| 14-8-2013  | Брюссель            | Бельгія              | 0 – 0     | Франція              | товариський матч                      | -    |          |
| 6-9-2013   | Тбілісі             | Грузія               | 0 – 0     | Франція              | Відбір до ЧС 2014                     | -    |          |
| 10-9-2013  | Гомель              | Білорусь             | 2 – 4     | Франція              | Відбір до ЧС 2014                     | -2   |          |
| 11-10-2013 | Париж               | Франція              | 6 – 0     | Австралія            | товариський матч                      | -    |          |
| 15-10-2013 | Сен-Дені            | Франція              | 3 – 0     | Фінляндія            | Відбір до ЧС 2014                     | -    |          |
| 15-11-2013 | Київ                | Україна              | 2 – 0     | Франція              | Відбір до ЧС 2014                     | -2   |          |
| 19-11-2013 | Сен-Дені            | Франція              | 3 – 0     | Україна              | Відбір до ЧС 2014                     | -    |          |
| 5-3-2014   | Сен-Дені            | Франція              | 2 – 0     | Нідерланди           | товариський матч                      | -    |          |
| 1-6-2014   | Ніцца               | Франція              | 1 – 1     | Парагвай             | товариський матч                      | -1   |          |
| 8-6-2014   | Лілль               | Франція              | 8 – 0     | Ямайка               | товариський матч                      | -    |          |
| 15-6-2014  | Порту-Алегрі        | Франція              | 3 – 0     | Гондурас             | ЧС 2014 - 1-й етап                    | -    |          |
| 20-6-2014  | Салвадор (Бразилія) | Швейцарія            | 2 – 5     | Франція              | ЧС 2014 - 1-й етап                    | -2   |          |
| 25-6-2014  | Ріо-де-Жанейро      | Еквадор              | 0 – 0     | Франція              | ЧС 2014 - 1-й етап                    | -    |          |
| 30-6-2014  | Бразиліа            | Франція              | 2 – 0     | Нігерія              | ЧС 2014 - 1/8 фіналу                  | -    |          |
| 4-7-2014   | Ріо-де-Жанейро      | Франція              | 0 – 1     | Німеччина            | ЧС 2014 - чвертьфінал                 | -1   |          |
| 4-9-2014   | Сен-Дені            | Франція              | 1 – 0     | Іспанія              | товариський матч                      | -    |          |
| 7-9-2014   | Белград             | Сербія               | 1 – 1     | Франція              | товариський матч                      | -1   |          |
| 14-11-2014 | Ренн                | Франція              | 1 – 1     | Албанія              | товариський матч                      | -1   |          |
| 7-6-2015   | Сен-Дені            | Франція              | 3 – 4     | Бельгія              | товариський матч                      | -4   |          |
| 13-6-2015  | Ельбасан            | Албанія              | 1 – 0     | Франція              | товариський матч                      | -1   |          |
| 4-9-2015   | Лісабон             | Португалія           | 0 – 1     | Франція              | товариський матч                      | -    |          |
| 7-9-2015   | Бордо               | Франція              | 2 – 1     | Сербія               | товариський матч                      | -1   |          |
| 8-10-2015  | Ніцца               | Франція              | 4 – 0     | Вірменія             | товариський матч                      | -    |          |
| 11-10-2015 | Копенгаген          | Данія                | 1 – 2     | Франція              | товариський матч                      | -1   |          |
| 13-11-2015 | Сен-Дені            | Франція              | 2 – 0     | Німеччина            | товариський матч                      | -    |          |
| 17-11-2015 | Лондон              | Англія               | 2 – 0     | Франція              | товариський матч                      | -2   |          |
| 29-3-2016  | Сен-Дені            | Франція              | 4 – 2     | Росія                | товариський матч                      | -2   |          |
| 30-5-2016  | Нант                | Франція              | 3 – 2     | Камерун              | товариський матч                      | -2   |          |
| 4-6-2016   | Лонжвіль-ле-Мец     | Франція              | 3 – 0     | Шотландія            | товариський матч                      | -    |          |
| 10-6-2016  | Сен-Дені            | Франція              | 2 – 1     | Румунія              | ЧЄ 2016 - 1-й етап                    | -1   |          |
| 15-6-2016  | Марсель             | Франція              | 2 – 0     | Албанія              | ЧЄ 2016 - 1-й етап                    | -    |          |
| 19-6-2016  | Лілль               | Швейцарія            | 0 – 0     | Франція              | ЧЄ 2016 - 1-й етап                    | -    |          |
| 26-6-2016  | Ліон                | Франція              | 2 – 1     | Ірландія             | ЧЄ 2016 - 1/8 фіналу                  | -1   |          |
| 3-7-2016   | Сен-Дені            | Франція              | 5 – 2     | Ісландія             | ЧЄ 2016 - чвертьфінал                 | -2   |          |
| 7-7-2016   | Марсель             | Німеччина            | 0 – 2     | Франція              | ЧЄ 2016 - півфінал                    | -    |          |
| 10-7-2016  | Париж               | Португалія           | 1 – 0     | Франція              | ЧЄ 2016 - Фінал                       | -1   |          |
| 7-10-2016  | Париж               | Франція              | 4 – 1     | Болгарія             | Відбір до ЧС 2018                     | -1   |          |
| 10-10-2016 | Амстердам           | Нідерланди           | 0 – 1     | Франція              | Відбір до ЧС 2018                     | -    |          |
| 11-11-2016 | Сен-Дені            | Франція              | 2 – 1     | Швеція               | Відбір до ЧС 2018                     | -1   | 90'      |
| 25-3-2017  | Люксембург (місто)  | Люксембург           | 1 – 3     | Франція              | Відбір до ЧС 2018                     | -1   |          |
| 28-3-2017  | Сен-Дені            | Франція              | 0 – 2     | Іспанія              | товариський матч                      | -2   |          |
| 2-6-2017   | Ренн                | Франція              | 5 – 0     | Парагвай             | товариський матч                      | -    |          |
| 9-6-2017   | Стокгольм           | Швеція               | 2 – 1     | Франція              | Відбір до ЧС 2018                     | -2   |          |
| 13-6-2017  | Сен-Дені            | Франція              | 3 – 2     | Англія               | товариський матч                      | -2   |          |
| 31-8-2017  | Сен-Дені            | Франція              | 4 – 0     | Нідерланди           | Відбір до ЧС 2018                     | -    |          |
| 3-9-2017   | Тулуза              | Франція              | 0 – 0     | Люксембург           | Відбір до ЧС 2018                     | -    |          |
| 7-10-2017  | Софія               | Болгарія             | 0 – 1     | Франція              | Відбір до ЧС 2018                     | -    |          |
| 10-10-2017 | Сен-Дені            | Франція              | 2 – 1     | Білорусь             | Відбір до ЧС 2018                     | -1   |          |
| 23-3-2018  | Сен-Дені            | Франція              | 2 – 3     | Колумбія             | товариський матч                      | -2   |          |
| 27-3-2018  | Санкт-Петербург     | Росія                | 1 – 3     | Франція              | товариський матч                      | -1   |          |
| 1-6-2018   | Ніцца               | Франція              | 3 – 1     | Італія               | товариський матч                      | -1   | кап.     |
| 9-6-2018   | Десін-Шарп'є        | Франція              | 1 – 1     | США                  | товариський матч                      | -1   | кап.     |
| 16-6-2018  | Казань              | Франція              | 2 – 1     | Австралія            | ЧС 2018 - 1-й етап                    | -1   | кап.     |
| 21-6-2018  | Єкатеринбург        | Франція              | 1 – 0     | Перу                 | ЧС 2018 - 1-й етап                    | -    | кап.     |
| 30-6-2018  | Казань              | Франція              | 4 – 3     | Аргентина            | ЧС 2018 - 1/8 фіналу                  | -3   | кап.     |
| 6-7-2018   | Нижній Новгород     | Уругвай              | 0 – 2     | Франція              | ЧС 2018 - чвертьфінал                 | -    | кап.     |
| 10-7-2018  | Санкт-Петербург     | Франція              | 1 – 0     | Бельгія              | ЧС 2018 - півфінал                    | -    | кап.     |
| 15-7-2018  | Москва              | Франція              | 4 – 2     | Хорватія             | ЧС 2018 - Фінал                       | -2   | кап.     |
| 11-10-2018 | Генгам              | Франція              | 2 – 2     | Ісландія             | товариський матч                      | -2   | кап.     |
| 16-10-2018 | Сен-Дені            | Франція              | 2 – 1     | Німеччина            | Ліга націй УЄФА 2018-2019 - 1-й раунд | -1   | кап.     |
| 16-11-2018 | Роттердам           | Нідерланди           | 2 – 0     | Франція              | Ліга націй УЄФА 2018-2019 - 1-й раунд | -2   | кап.     |
| 20-11-2018 | Сен-Дені            | Франція              | 1 – 0     | Уругвай              | товариський матч                      | -    | кап.     |
| 22-3-2019  | Кишинів             | Молдова              | 1 – 4     | Франція              | Відбір до ЧЄ 2020                     | -1   | кап.     |
| 25-3-2019  | Сен-Дені            | Франція              | 4 – 0     | Ісландія             | Відбір до ЧЄ 2020                     | -    | кап.     |
| 8-6-2019   | Конья               | Туреччина            | 2 – 0     | Франція              | Відбір до ЧЄ 2020                     | -2   | кап.     |
| 11-6-2019  | Андорра-ла-Велья    | Андорра              | 0 – 4     | Франція              | Відбір до ЧЄ 2020                     | -    | кап.     |
| 7-9-2019   | Сен-Дені            | Франція              | 4 – 1     | Албанія              | Відбір до ЧЄ 2020                     | -1   | кап.     |
| 10-9-2019  | Сен-Дені            | Франція              | 3 – 0     | Андорра              | Відбір до ЧЄ 2020                     | -    | кап.     |
| 5-9-2020   | Стокгольм           | Швеція               | 0 – 1     | Франція              | Ліга націй УЄФА 2020—2021 - (Ліга A)  | -    | кап.     |
| 8-9-2020   | Сен-Дені            | Франція              | 4 – 2     | Хорватія             | Ліга націй УЄФА 2020—2021 - (Ліга A)  | -2   | кап.     |
| 11-10-2020 | Сен-Дені            | Франція              | 0 – 0     | Португалія           | Ліга націй УЄФА 2020—2021 - (Ліга A)  | -    | кап.     |
| 17-10-2020 | Загреб              | Хорватія             | 1 – 2     | Франція              | Ліга націй УЄФА 2020—2021 - (Ліга A)  | -1   | кап.     |
| 14-11-2020 | Лісабон             | Португалія           | 0 – 1     | Франція              | Ліга націй УЄФА 2020—2021 - (Ліга A)  | -    | кап.     |
| 17-11-2020 | Сен-Дені            | Франція              | 4 – 2     | Швеція               | Ліга націй УЄФА 2020—2021 - (Ліга A)  | -2   | кап.     |
| 24-3-2021  | Сен-Дені            | Франція              | 1 – 1     | Україна              | Відбір до ЧС 2022                     | -1   | кап.     |
| 28-3-2021  | Нур-Султан          | Казахстан            | 0 – 2     | Франція              | Відбір до ЧС 2022                     | -    | кап.     |
| 31-3-2021  | Зениця              | Боснія і Герцеговина | 0 – 1     | Франція              | Відбір до ЧС 2022                     | -    | кап.     |
| Усього     |                     | Матчів (2 місце)     | 123       |                      | Голів                                 | -98  |          |

## Досягнення

### Збірна
- Чемпіон Європи (U-19): 2005
- Чемпіон світу: 2018
- Віцечемпіон світу: 2022
- Віце-чемпіон Європи: 2016
- Переможець Ліги націй УЄФА: 2021-22

### Клубні
- Володар кубка Франції:

«Ліон»: 2011-12
- Володар Суперкубка Франції:

«Ліон»: 2012